# اووه هارتنبرگر
اووه هارتنبرگر (انگلیسی: Uwe Hartenberger؛ زادهٔ ۱ february ۱۹۶۸ (۵۷ سال)) بازیکن فوتبال اهل آلمان است.
از باشگاه‌هایی که در آن بازی کرده‌است می‌توان به باشگاه فوتبال تسویکاو، باشگاه فوتبال ردینگ، باشگاه فوتبال اوردینگن ۰۵، باشگاه فوتبال دارمشتات ۹۸، و باشگاه فوتبال اسنابروک اشاره کرد.